# Nyagugu
Nyagugu är ett periodiskt vattendrag i Burundi.   Det ligger i provinsen Ruyigi, i den centrala delen av landet, 90 km öster om huvudstaden Bujumbura.
Omgivningarna runt Nyagugu är en mosaik av jordbruksmark och naturlig växtlighet. Runt Nyagugu är det ganska tätbefolkat, med 160 invånare per kvadratkilometer.